# Фуко, Шарль Эжен де
Святой Шарль (Карл) Эже́н (Евге́ний) де Фуко́ (фр. Charles Eugène de Foucauld de Ponbriand; 15 сентября 1858[…], Страсбург — 1 декабря 1916[…], Таманрассет) — монах-траппист, отшельник, исследователь Африки. Римско-католическая церковь причислила Шарля де Фуко к лику блаженных в 2005 году, канонизировала — в 2022 году.

## Биография
Родился 15 сентября 1858 года в Страсбурге. С шести лет воспитывался в семье деда, поскольку отец и мать умерли. В 1870 году Страсбург был оккупирован прусской армией во время Франко-Прусской войны, и семья переселилась в Нанси. Шарль де Фуко поступил в Сен-Сир, по его окончании в 1881—1884 гг. служил во французской армии в Африке. В 1881 году он подавал в отставку, не согласившись с дисциплинарными требованиями командования, однако вернулся на военную службу после начала военной кампании в Тунисе. 
Шарль де Фуко поселился в Алжире в мае 1882 года и готовился там к своему путешествию. Встреча с Оскаром МакКарти, географом и куратором Алжирской библиотеки, подтверждает проект: это будет Марокко, страна, пока еще очень малоизвестная. В течение года он изучал арабский язык и ислам, а также иврит. Следуя совету Маккарти, он встретил раввина Мордехая Абу Серура, который предложил стать его проводником и посоветовал ему выдать себя за еврея, чтобы лучше оставаться незамеченным в этой стране, тогда запрещенной для христиан под страхом смерти, и заселенной главным образом племенами, вырвавшимися из-под прямого контроля султана. Чтобы облик был правильным, Фуко живет в еврейском квартале Алжира, отращивает бороду и кудри, принимает традиционный еврейский костюм, приобретает еврейские манеры. В этот момент он осознает антисемитские преследования евреев, исходящие как со стороны мусульман, так и со стороны французов, обосновавшихся в Алжире.   Опасное путешествие начинается 10 июня 1883 года в компании раввина Мордехая Аби Серура, который,  рискуя своей жизнью, выдавал Фуко за молдавского еврея по имени Джозеф Алеман. Двое мужчин утверждают, что являются эмиссарами из Палестины, собирающими средства для раввинских школ в Иерусалиме, ответственных за обучение североафриканских раввинов.
Фуко берет с собой все рабочие инструменты, необходимые для его экспедиции: секстант, компасы, барометры, термометры, карты и бумаги, которые он прячет на своем муле. Он живет как бедняк, следуя своему наставнику и соблюдая субботу. Еще находясь в Алжире, он встретил 13 июня в Тлемсене французских офицеров, которые его не узнали. Один из них усмехается, увидев Шарля де Фуко, и говорит: «Посмотрите на этого еврея, который сидит на корточках и жует оливки. Он похож на обезьяну ». Фуко и Серур прибывают в Марокко, и им в этой миссии помогает Самуэль бен Симхон из меллы Феса, затем в Бужааде Сид бен-Дауд и его внук Эль Хадж-Идрисс ( мусульмане культурные и открытые для Запада). Двое путешественников пользуются гостеприимством марокканских еврейских семей. Фуко поднимается на террасу, чтобы произвести измерения, в то время как Эби Серур наблюдает, отвлекая внимание любопытных. Столкнувшись с невозможностью пересечь дикий Риф, они выбирают дорогу к Фесу. Фуко решает исследовать на восток, прежде чем отправиться дальше на юг.  Столкнувшись с опасениями Аби Серура, Шарль де Фуко нанял всадников, чтобы обеспечить их безопасность, и договорился в разных деревнях о защите каидов.  Они достигли Мекнеса 23 августа, затем ушли на юг, несмотря на сильное сопротивление Эби Серура. Во время путешествий Фуко записывал свои замечания и зарисовки в крохотную тетрадку, спрятанную в рукаве, укрываясь от взглядов спутников. Вечером начинается долгий процесс копирования различных сделанных за день пометок в блокнот большего размера. Экспедиция достигла Высокого Атласа, перевала Тизи-н-Телуэт; Шарль де Фуко был первым европейцем, исследовавшим эту часть Марокко. Выдавая себя там за еврея, он писал, что «израильтяне... в глазах мусульман не являются людьми» в мужском смысле, то есть они считаются женщинами, потому что «лошади и оружие им запрещены».
Шарль де Фуко был тронут красотой пейзажей, а также мусульманским благочестием. В своих путевых заметках он пишет:
«Ночь судьбы после двадцать седьмого дня Рамадана. Затем бесы выходят из земли, что оправдывает ночь молитвы, чтобы избежать их искушений. В размышлениях подобных ночей мы понимаем эту веру арабов в таинственную ночь, Лейла эль Кедр, в которую небо открывается, ангелы спускаются на землю, воды моря становятся сладкими и все, что есть что-то неодушевленный по своей природе, который склоняется перед своим Создателем».
Он исследовал Марокко до Тиссинта, расположенного между Татой и Фум-Згуидом, прежде чем повернуть назад перед лицом опасностей и нехватки денег. Оставив своего попутчика, с которым у него часто возникают острые отношения, особенно в отношении пути или скорости ходьбы, он уезжает в Могадор, чтобы попросить денег у своей семьи. Он пробыл там несколько недель, работая над ведением своего путевого дневника. Как только деньги были получены, он присоединился к Абу Серуру. Вместе они поднялись обратно в Высокий Атлас в сопровождении трех арабов, которые должны были их защищать, но которые ограбили их, оставив им только жизнь, инструменты и записные книжки исследователя. Шарль де Фуко и Аби Серур нашли убежище в еврейской общине и вернулись в Алжир после почти одиннадцати месяцев путешествия вместо пяти первоначально запланированных.
Фуко отзывается об Аби Серуре в уничижительных выражениях в своей частной переписке; он воздаст ему почтение лишь очень поздно (после его «обращения»). Таким же образом он поступает и по отношению к евреям в своей работе о Марокко, не скупясь на антисемитские характеристики: «Я пишу о евреях Марокко менее плохо, чем думаю». Биографические данные Фуко позволяют предположить, что в Сен-Сире и Сомюре он заразился антисемитизмом , который царил во французской армии после поражения Германии в 1870 году и достиг своего пика в 1892 году с делом Дрейфуса. Что касается Мордехая Аби Серура, сильно измотанного этим путешествием, то он умер менее чем через два года после их возвращения, в забвении и нищете, в Алжир в 1886 году. 
В 1890 году Фуко вступил в орден траппистов, в 1901 году рукоположён в священники. Получил разрешение проповедовать в Сахаре среди туарегов нагорья Ахаггар. Поселился в городе Бени-Аббес недалеко от границы с Марокко, вёл отшельническую жизнь.
В 1904 году Шарль де Фуко после сложных колебаний принял предложение своего друга генерала Лаперрина, покинул Бени-Аббес и присоединился к военной команде, направившейся на юг Алжира в район Хагар (Аххагар). Летом 1905 года он окончательно переселился туда, построив себе маленький дом в Таманрассете, населённом туарегами. Здесь Шарль де Фуко оказался в полном одиночестве. Он был единственным европейцем-католиком в этой местности, и не мог совершать Евхаристию. В 1907 году в Хаггаре случилась жестокая засуха, Шарль де Фуко заболел и оказался в критическом состоянии. Его спасли туареги, отпоив козьим молоком. Постепенно он привык к жизни в полной изоляции, установил близкие отношения с местными, изучал язык. Шарль де Фуко не обращал туарегов в христианство, считая что проповедью должна быть вся его повседневная жизнь в доброте и смирении. Иногда он беседовал о религии с теми кто изъявлял желание поговорить об этом, но стремился прежде всего помогать соседям, изучать их жизнь.
… Мое апостольство должно стать служением доброты, чтобы посмотрев на меня, можно было сказать себе: "Раз этот человек такой добрый, то и его религия должна быть доброй"... Мне хотелось бы стать таким добрым, чтобы говорили: "Если таков слуга, то каков же господин?"Шарль Эжен де Фуко
Более 16 лет он там жил как местный житель и занимался изучением обычаев и нравов туарегов, часть из них почитала Фуко как «великого марабута». Составил большой словарь туарегского языка, опубликованный уже после его смерти. Фуко также написал книгу «Reconnaissance au Maroc», кроме того известны его работы о поэзии туарегов.
В 1914 году он посетил Францию. Начало Первой мировой войны сильно взволновало Шарля де Фуко, поскольку многие его товарищи оказались на фронте. В самом Алжире обстановка стала более напряженной, часть французских войск была выведена. Он отказался переселиться в близлежащий французский форт, но решил построить небольшую крепость (касбу) рядом с деревней для защиты местных жителей в случае нападения разбойников. Осенью 1916 года он переселился в эту крепость-«бордж» (от берберского bordj «крепость»). Вероятно, в ней хранилось и оружие для отряда самообороны Таманрассета.
Фуко погиб на пороге своего дома 1 декабря 1916 г. во время восстания туарегов. Группа бандитов пыталась его похитить, однако один из них застрелил Фуко после появления полицейских. Фуко похоронен в оазисе Эль-Голеа в Алжире.

## Почитание
Признан мучеником и беатифицирован 13 ноября 2005 года кардиналом Жозе Сарайвой Мартиншем от имени папы Бенедикта XVI. Духовность и сочинения Шарля де Фуко послужили фундаментом для созданных в 30-х годах XX века католических орденов малые братья Иисуса и малые сёстры Иисуса. В 2006 году памятник Фуко был установлен перед Новой церковью Святого Петра в Страсбурге.
15 мая 2022 года канонизирован папой Франциском.
День памяти — 1 декабря.